# Папујски бандикут
Папујски бандикут (Microperoryctes papuensis) је врста сисара торбара из реда Peramelemorphia. 

## Распрострањење
Папуа Нова Гвинеја је једино познато природно станиште врсте.

## Станиште
Папујски бандикут има станиште на копну.

## Угроженост
Ова врста није угрожена, и наведена је као последња брига јер има широко распрострањење.

### Популациони тренд
Популациони тренд је за ову врсту непознат.